# Campionatul Bucovinei
Campionatul Bucovinei (în germană Bukowina-Meisterschaft) a fost un campionat desfășurat la nivelul Ducatului Bucovinei (Bucovina făcea parte integrantă a Țărilor austriece dar cu un înalt grad de autonomie), dar au existat și meciuri cu echipe din Galiția. În această regiune fotbalul a pătruns mult mai repede decât în Vechiul Regat, deoarece până în 1918, întreaga Bucovina făcea parte din Imperiul Austro-Ungar, ceea ce face ca acest sport sa fie propagat aici de către Viena. Datorită faptului că în primul deceniu al sec. al XX-lea au apărut foarte multe echipe la Cernăuți, în 1908 se înființează un campionat al orașului.

## Format
- 1907-1914, 1918-1919 Campionatul Regional al Bucovinei (Austro-Ungaria)
- 1920—1922: Campionatul Regional al Bucovinei (România)
- 1922–1932: Liga 1 a Campionatului Bucovinei (campionat regional în cadrul Campionatului României)
- 1932–1940: Liga 1 a Campionatului Județean Cernăuți (campionat regional cu drept de participare la divizia națională a Campionatului României)

## Istorie
Primele meciuri de fotbal din Bucovina și Transcarpatia(Maramureșul Istoric) au avut loc între mai și august 1901.
Primul meci de fotbal din Bucovina, încheiat cu scorul de 7:0, a avut loc pe 12 mai 1901 la Cernăuți, pe stadionul de lângă râul Prut (actualul stadion Malva). Victoria a fost obținută de o echipă fondată de studenții Universității din Cernăuți pe baza secției universitare de gimnastică sportivă (conform unor cercetători, se crede că această echipă a devenit strămoșul clubului Yan). Golurile din acel meci istoric au fost marcate de: Y. Țopa – 3, T. Spivak – 2, L. Mîhajlov și Z. Ștern – câte 1.
În toamna anului 1903, studenții germani din Cernăuți și-au format propria echipă de fotbal Jahn Czernowitz, care a fost înregistrată oficial și documentată ca societate sportivă germană și care timp de mulți ani a devenit clubul emblematic al fotbalului bucovinean. Acest club de fotbal au devenit primul club de fotbal din Bucovina.
În 1907, la Cernăuți, comunitatea poloneză din oraș a format clubul Sarmația Cernăuți (în poloneză Sarmatia Czerniowce), cunoscut apoi sub numele de „Polonia”, 
Din 1909, apare Maccabi Cernăuți (în germană Sport- und Turnverein Makkabi Czernowitz, în ebraică מועדון הכדורגל מכבי טשערנאװיץ, transliterat Moadon HaKaduregel Maccabi Tsernowiț, care devine cel mai titrat club al campionatului Bucovinei cu 5 titluri. Tot în același an comunitatea românească înființează spre sfârșitul anului 1909 — RFK (Rumanischer Fußballklub) Czernowitz., după 1918 sub numele de „Dragoș Vodă Cernăuți”.
Campionatul Bucovinei s-au desfășurat în Cernăuți între (1907–1914), iar apoi în perioada interbelică va purta numele de campionatul districtual Cernăuți categoria I(1920-1930), iar între 1930-32 (ultimele două sezoane în sistem districtual) s-a numit Liga Est - Seria Cernăuți.
Odată cu venirea la putere a României, în 1919 a fost lansat campionatul regional al Bucovinei, care a devenit turneu oficial un an mai târziu, în 1920. În primii trei ani, sistemul sezonului național de fotbal a fost: „primăvară-toamnă” , după care s-a aplicat cel mai tradițional pentru asociațiile europene de fotbal: „toamnă-primăvară”. Primul titlu de campioană a fost câștigat de echipa „Maccabi” (Cernăuți).
În 1940, turneul a încetat să existe deoarece Bucovina era ocupată de trupele sovietice. Ultimul campion a fost „Jan” (Cernăuți). În timpul războiului germano-sovietic, România a ocupat din nou Bucovina și au existat încercări de a restabili campionatul, dar singurul club care a fost reînviat a fost „Dragoș Vode” (în sezonul 1942/43 a participat la Cupa României).

## Lista campioanelor Bucovinei
| Sezonul  | Campioni             | Vicecampioni            | Locul 3              |
| -------- | -------------------- | ----------------------- | -------------------- |
| 1918-19* | ?                    | Maccabi Cernăuți        | ?                    |
| 1919-20  | Maccabi Cernăuți     | ?                       | ?                    |
| 1920–21  | Polonia Cernăuți     | Jahn Cernăuți           | Maccabi Cernăuți     |
| 1921–22  | Polonia Cernăuți     | Jahn Cernăuți           | Dragoș Vodă Cernăuți |
| 1922–23  | Polonia Cernăuți     | Maccabi Cernăuți        | Dragoș Vodă Cernăuți |
| 1923–24  | Jahn Cernăuți        | Maccabi Cernăuți        | Dragoș Vodă Cernăuți |
| 1924–25  | Jahn Cernăuți        | Maccabi Cernăuți        | Hakoah Cernăuți      |
| 1925–26  | Hakoah Cernăuți      | Maccabi Cernăuți        | Jahn Cernăuți        |
| 1926–27  | Maccabi Cernăuți     | Jahn Cernăuți           | Polonia Cernăuți     |
| 1927–28  | Polonia Cernăuți     | Maccabi Cernăuți        | Dragoș Vodă Cernăuți |
| 1928–29  | Dragoș Vodă Cernăuți | Hakoah Cernăuți         | Maccabi Cernăuți     |
| 1929–30  | Dragoș Vodă Cernăuți | Jahn Cernăuți           | Maccabi Cernăuți     |
| 1930–31  | Maccabi Cernăuți     | Jahn Cernăuți           | Hakoah Cernăuți      |
| 1931–32  | Jahn Cernăuți        | Maccabi Hakoah Cernăuți | Dragoș Vodă Cernăuți |
| 1932-33  | Dragoș Vodă Cernăuți | ?                       | ?                    |
| 1933-34  | Dovbuș Cernăuți      | ?                       |                      |
| 1934-35  | Dragoș Vodă Cernăuți | ?                       | ?                    |
| 1935-36  | Muncitorul Cernăuți  | ?                       | ?                    |

* Sezon neoficial.

## Clasamentul all-time al campioanelor regionale
| Loc | Club                 | Titluri | Ani                                      | Locul 2 | Locul 3 |
| --- | -------------------- | ------- | ---------------------------------------- | ------- | ------- |
| 1   | Maccabi Cernăuți     | 5       | 1920, 1922 (primăvara), 1927, 1931, 1932 | 7       | 3       |
| 2   | Dragoș Vodă Cernăuți | 4       | 1929, 1930, 1933, 1935                   | -       | 5       |
| 3   | Jahn Cernăuți        | 3       | 1924, 1925, 1934                         | 5       | 1       |
| 4   | Polonia Cernăuți     | 3       | 1921, 1923, 1928                         | -       | 1       |
| 5   | Hakoah Cernăuți      | 1       | 1926                                     | 1       | 2       |
| 6   | Dovbuș Cernăuți      | 1       | 1934                                     | -       | -       |
| 7   | Muncitorul Cernăuți  | 1       | 1936                                     | -       | -       |

## Performanța echipelor bucovinene la nivel național
| Campionatul Național de Fotbal al României 1921-1922 |                    |                      |
| Sferturi de finală:                                  |                    |                      |
| Polonia Cernăuți                                     | 0 – 1              | Tricolor București   |
| Campionatul Național de Fotbal al României 1922-1923 |                    |                      |
| Sferturi de finală:                                  |                    |                      |
| Mureșul Târgu Mureș                                  | 1 – 0              | Polonia Cernăuți     |
| Campionatul Național de Fotbal al României 1923-1924 |                    |                      |
| Sferturi de finală:                                  |                    |                      |
| Jahn Cernăuți                                        | 3 – 0 neprezentare | Brașovia Brașov      |
| Semifinale:                                          |                    |                      |
| CA Oradea                                            | 1 – 0              | Jahn Cernăuți        |
| Campionatul Național de Fotbal al României 1924-1925 |                    |                      |
| Runda preliminară:                                   |                    |                      |
| Jahn Cernăuți                                        | 3 – 0 neprezentare | Șoimii Sibiu         |
| Sferturi de finală:                                  |                    |                      |
| Jahn Cernăuți                                        | 4 - 0              | Oltul Slatina        |
| Semifinale:                                          |                    |                      |
| Jiul Petroșani                                       | 3 – 1              | Jahn Cernăuți        |
| Campionatul Național de Fotbal al României 1925-1926 |                    |                      |
| Sferturi de finală:                                  |                    |                      |
| Hakoah Cernăuți                                      | 0 - 1              | Fulgerul Chișinău    |
| Campionatul Național de Fotbal al României 1926-1927 |                    |                      |
| Runda preliminară:                                   |                    |                      |
| M.V. Chișinău                                        | 6 - 0              | Hakoah Cernăuți      |
| Campionatul Național de Fotbal al României 1927-1928 |                    |                      |
| Runda preliminară:                                   |                    |                      |
| M.V. Chișinău                                        | 5 – 2              | Polonia Cernăuți     |
| Campionatul Național de Fotbal al României 1928-1929 |                    |                      |
| Runda preliminară:                                   |                    |                      |
| Dragoș Vodă Cernăuți                                 | 1 – 0              | M.V. Chișinău        |
| Sferturile de finală:                                |                    |                      |
| Dragoș Vodă Cernăuți                                 | 1 – 0              | Dacia Galați         |
| Semifinale:                                          |                    |                      |
| Venus București                                      | 4 – 3              | Dragoș Vodă Cernăuți |
| Campionatul Național de Fotbal al României 1929-1930 |                    |                      |
| Sferturile de finală:                                |                    |                      |
| Dragoș Vodă Cernăuți                                 | 2 – 4              | M.V. Chișinău        |
| Campionatul Național de Fotbal al României 1930-1931 |                    |                      |
| Faza regională:                                      |                    |                      |
| Maccabi Cernăuți                                     | 3 – 1              | Concordia Iași       |
| Faza națională - Semifinale:                         |                    |                      |
| SG Sibiu                                             | 4 – 2              | Maccabi Cernăuți     |
| Campionatul Național de Fotbal al României 1931-1932 |                    |                      |
| Faza regională:                                      |                    |                      |
| Concordia Iași                                       | 1 – 2              | Maccabi Cernăuți     |
| Faza națională - Semifinale:                         |                    |                      |
| Venus București                                      | 5 – 0              | Maccabi Cernăuți     |

## Jucători celebri
- Alfred Eisenbeisser - fotbalist român (născut la Cernăuți ), în perioada 1928-1932 a jucat pentru echipele „Ian” și „Dragoș Vodă” . Jucător al echipei naționale a României , prima reprezentativă a teritoriului Ucrainei moderne la Campionatul Mondial de Fotbal (1930).
- Robert Sadovsky - fotbalist român (născut în Cernăuți ), a jucat pentru echipa "Munchitorul" . Jucător al echipei naționale a României , participant la Campionatul Mondial (1938).

## Stadioane
- Cel mai mare stadion era deținut de echipa Maccabi, care purta același nume. Recordul de prezență la arenă a fost stabilit pe 3 septembrie 1922, la meciul dintre echipele naționale ale României și Poloniei (1:1), la care au participat 12.000 de spectatori.
- Stadionul Jan-Platz , care găzduia echipa Jan, a stabilit un record de spectatori pe 31 august 1924, la un meci dintre echipele Cernăuți și București (2:1), cu 6.000 de spectatori venind să urmărească meciul.
- Stadionele Polonia și Dragoș Vodă au avut o capacitate de aproximativ 5.000, respectiv 3.000 de spectatori.